# Ну, здравствуй, Оксана Соколова!
«Ну, здра́вствуй, Окса́на Соколо́ва!» — фильм режиссёра Кирилла Васильева. Премьера фильма в России состоялась 8 марта 2018 года.

## Сюжет
Молодой человек по имени Илья получает работу ведущего на «Мужском радио». Он отмечает это событие на вечеринке. Однако на следующий день после вечеринки он понимает, что у него пропал голос. Для того, чтобы исправить подобную ситуацию доктор делает ему укол в голосовые связки, но когда Илья оказывается возле микрофона и выходит в эфир, то начинает говорить женским голосом. После этого Илья пытается вернуть голос и продолжить работу на радиостанции.

## В ролях
- Виктор Добронравов — Илья «Наган» Попов
- Валентина Мазунина — Оксана Соколова
- Алексей Базанов — Глеб
- Борис Дергачёв — Кирилл
- Сергей Бурунов — Анатолий Иванович, доктор
- Линда Лапиньш — Нонна
- Александр Стефанцов — продюсер радиостанции
- Николай Шрайбер — режиссёр радиостанции
- Алексей Медведев — звукорежиссёр радиостанции
- Игорь Гаспарян — Ираклий Вахтангович
- Константин Гацалов — коллектор Николай
- Виктория Рунцова — Барби
- Гурам Баблишвили — Сергей PR
- Сергей Лавыгин — капитан полиции
- Максим Дромашко — лейтенант
- Юрий Лопарёв — бомж
- Марина Богатова — покупательница
- Юлия Сулес — Анжела
- Александра Верхошанская — медсестра
- Юлия Зимина — корреспондент телекомпании
- Даниил Вахрушев — «Амбал16», хейтер станции «Мужское радио»

Озвучивание
- Александра Верхошанская — женский голос Ильи Попова

## Производство
Идея фильма принадлежит режиссёру Кириллу Васильеву, так как однажды он потерял голос. Картина основана на короткометражном фильме Кирилла Васильева с тем же названием, который вышел в 2016 году. Короткометражный фильм получил гран-при фестиваля «Короче», а также специальный диплом «Кинотавра» и был номинирован на премию «Золотой орёл» в категории «Лучший короткометражный фильм».
Съёмки фильма проходили в Москве. При съёмке полнометражного фильма часть актёрского состава сменилась. В саундтреке присутствуют музыкальные композиции таких групп, как «Ленинград», «Би-2» и «Приключения Электроников».

## Награды
- Приз зрительских симпатий кинофестиваля «Золотой Феникс» (2018)[6]

## Критика
Фильм получил смешанные отзывы кинокритиков. Борис Иванов поставил фильму 6 баллов из 10, написав, что он напоминает ранние работы братьев Фаррелли. Также критик отметил, что фильм получился «не уморительным, не выдающимся, но довольно весёлым и очень бойким».